# داستان پزشکی
داستان پزشکی داستانی است که رویدادهای آن بر بیمارستان، کارکنان آمبولانس یا هر محیط پزشکی دیگر تمرکز دارد. این نوع داستان در تلویزیون، به ویژه در درام‌های پزشکی، و همچنین در رمان‌ها بسیار رایج است.
ترسیم موسسات پزشکی و کارکنان آنها هم به دلیل تأثیری که بر ادراک همتایان واقعی آنها دارد و هم نقشی که می‌تواند در آموزش پزشکی ایفا کند، مهم تلقی شده است. مخاطبان از طریق تجربیات شخصی یا جمعی خود با بیماری‌های خاص، مؤسسات پزشکی و متخصصان سلامت می‌توانند با موقعیت‌هایی که در داستان‌های پزشکی ترسیم می‌شود ارتباط برقرار کنند و به موفقیت این ژانر کمک کنند. این آشنایی با موضوع، مستلزم درجه ای از واقع گرایی است تا «از تفسیرهای نادرست یا ایده‌های نادرست در مورد فعالیت‌های سازمانی یا حرفه ای پزشکی جلوگیری شود».

## تاریخچه
با توجه به اهمیت شفا در ادبیات عمومی، تاریخ داستان‌های پزشکی مسلماً به تمدن یونان در قالب اسقلبیوس، خدای پزشکی یونان باستان بر می‌گردد. در اسطوره گفته می‌شود که خدا افراد را از طریق کاهنان معبد خود شفا می‌دهد.
یکی از مشهورترین نمونه‌های داستان پزشکی در دراماتورژی، بیمار خیالی نوشته مولیر است. این داستان طنز بر حرفه پزشکی تمرکز دارد و شخصیت اصلی آن خودبیمارانگاری دارد. این نمایشنامه، جامعه اواخر قرن هفدهم پاریس، به‌ویژه بورژوازی را لو می‌دهد و عموماً به‌عنوان یک تفسیر اجتماعی دقیق در نظر گرفته می‌شود.

## زیر ژانرها
- رمان‌های عاشقانه یک زیرمجموعه مستقل به نام رمانتیک پزشکی دارند.[۶]
- رمان دکتر[۶]
- جرم یا توطئه پزشکی
- داستان تحقیقاتی پزشکی[۶]
- هیجان‌انگیز پزشکی
- کمدی پزشکی
- داستان روان‌پزشکی
- علمی-تخیلی پزشکی
- شعر پزشکی